# De verloochening van Petrus
De verloochening van Petrus is een schilderij van Rembrandt in het Rijksmuseum Amsterdam.

## Voorstelling
Het stelt de verloochening van Petrus voor, een verhaal uit de Bijbel (op verschillende wijzen verteld in de vier canonieke evangeliën), waarin Petrus tijdens de arrestatie van Jezus aan een dienstmaagd ontkende hem te kennen om zo zichzelf te redden. Op het schilderij maakt Petrus met zijn linkerhand een gebaar in antwoord op de beschuldiging van de dienstmaagd die met een kaars in de hand naast hem staat. Links zijn twee soldaten in wapenrusting te zien, waarvan één zittend aan een tafel uit een kan drinkt. Rechts op de achtergrond keert de geboeide Christus zich om terwijl hij door soldaten wordt afgevoerd.

## Toeschrijving en datering
Het werk is rechtsonder gesigneerd en gedateerd ‘Rembrandt 1660’.

## Herkomst
Het werk was mogelijk in het bezit van de Amsterdamse koopman Marten Davidsz. van Ceulen (1617-1687). Twee schilderijen van Rembrandt, een Jakob worstelend met de engel en een Verloochening van Petrus (‘Twee grootte schilderijen van Rembrandt, d'eene vande worstelingh Jacobs, ende d'ander vande verloocheninge van Petrus’) worden vermeld in de inventaris van Van Ceulen opgemaakt op 24 maart 1687. In 1752 wordt het werk vermeld in Antoine Joseph Dezallier d'Argenville's boek Voyage pittoresque de Paris (‘Un grand tableau de Rembrant, représentant le reniement de S. Pierre’) in de verzameling van de Franse edelman Marc-René de Voyer d'Argenson (1722-1782) in Parijs. Hij zou het in 1759 of 1760 verkocht hebben aan Claude-Alexandre de Villeneuve, comte de Vence (1702-1760). Na zijn door werd het werk voor 500 franc geveild aan een onbekende koper. In 1780 wordt het werk vermeld in de catalogus van de verzameling van Sylvain-Raphaël de Baudouin. Deze verkocht het werk in 1781 samen met 118 andere schilderijen via Melchior Grimm aan Catharina II van Rusland. Tot 1933 bevond het zich in het door Catharina II opgerichte museum de Hermitage in Sint-Petersburg, een van de staatsmusea van Rusland. Op 10 juli 1933 werd het schilderij in het geheim door de regering van de Sovjet-Unie via kunsthandel Colnaghi & Co. verkocht aan het Rijksmuseum Amsterdam samen met het schilderij Titus als monnik. Deze aankoop kwam tot stand met steun van de Vereniging Rembrandt.
Adriaantje Hollaer · Ahasveros en Haman aan het feestmaal van Esther · De anatomische les van Dr. Deijman · De anatomische les van Dr. Nicolaes Tulp · Andromeda aan de rots geketend · Aristoteles bij de buste van Homerus · Artemisia · Badende vrouw · Bathseba met de brief van koning David · De blindmaking van Simson · De brillenverkoper · Buitenlandse admiraal · Christus in de storm op het meer van Galilea · Christus met een staf · Danaë · David en Uria · De doop van de kamerling · Het feestmaal van Belsazar · Flora · Gelijkenis van de rijke dwaas · Historiestuk · Jacob zegent de zonen van Jozef · Jeremia treurend over de verwoesting van Jeruzalem · Het Joodse bruidje · De maaltijd in Emmaüs · Marten Soolmans en Oopjen Coppit · Mozes en de tafelen der wet · De Nachtwacht · Het offer van Abraham (1635) · Pallas Athene · Portret van een man met handschoenen in de hand · Portret van een man · Portret van Amalia van Solms · Portret van Baertje Martens · Portret van Herman Doomer · Portret van Jan Six · Portret van Johannes Wtenbogaert · Portret van Maurits Huygens · De samenzwering van de Bataven onder Claudius Civilis · De schilder in zijn atelier · De Staalmeesters · De steniging van de Heilige Stefanus · Terugkeer van de verloren zoon · Titus aan de lezenaar · Titus als monnik · De Vaandeldrager · De verloochening van Petrus · De verloren zoon in een herberg · Het vertrek van de Sunammitische vrouw · De vlucht naar Egypte · De vlucht naar Egypte · Zelfportret op jeugdige leeftijd (ca. 1628) · Zelfportret met twee cirkels · Zelfportret als de apostel Paulus